# Президент Аргентини
Президент Аргентини (ісп. Presidente de Argentina) — найвища політична посада в Аргентині, титул голови виконавчої влади і голови держави. Також президент є головнокомандувачем Збройних сил Аргентини.
Першим титул Президента Об'єднаних провінцій Ріо-де-ла-Плати прийняв Бернардіно Рівадавія. За часів правління Хусто Хосе де Уркіси посада отримала назву Президент Аргентинської конфедерації згідно з конституцією 1853 року. Обраний після конституційної реформи 1860 року Сантьяго Деркі вже був названий Президентом Аргентинської нації (ісп. Presidente de la Nación Argentina). Ця назва посади збереглася дотепер.
З 1994 року президентський термін в Аргентині триває 4 роки. Він обирається у парі з віце-президентом, який має замінити його у разі відставки або смерті. Чинний глава держави — президент Хав'єр Мілей, який вступив на посаду 10 грудня 2023 року.
Резиденція президента знаходиться у Буенос-Айресі і має назву Каса-Росада (ісп. Casa Rosada — Рожевий Дім).